# Halapartna

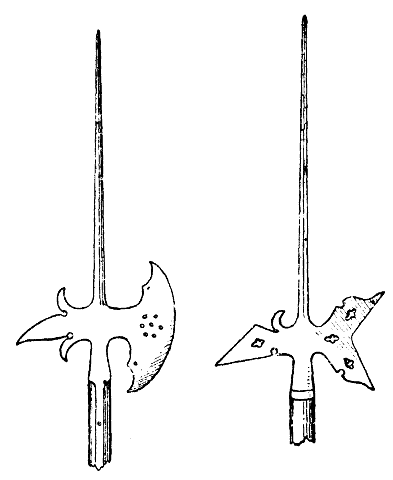
Švédské halapartny (okolo roku 1500)

Halapartna je dřevcová zbraň vyvinutá v pozdním středověku pro boj s jezdectvem.
Na přibližně 2 metry dlouhé násadě byl výkovek s bodcem (pokračování násady), čepelí podobnou sekyře a hákem (situovány naproti sobě). Hák sloužil ke stažení jezdce z koně, čepel k drcení plátů brnění. Vždy byla používána pěchotou, neboť pro jezdce byla nepraktická.
Předchůdci halapartny jsou například kůsy a berdychy, používané přinejmenším už od 13. století. Slovo „halapartna“ pochází zřejmě z německého „hellembart“ (v současné němčině Hellebarde), dochovaného poprvé v básni Konráda z Würzburgu z konce 13. století. Halapartna v podobě dřevcové sečně-bodné zbraně s hákem byla nejvíce rozšířena během 14. a 15. století, proslavila ji zejména švýcarská pěchota. Od 16. století význam halapartny klesá a její použití se omezilo na výzbroj stráže, určené pro krále či vyššího postaveného. Jako čistě ceremoniální zbraň je dodnes používána vatikánskou papežskou gardou.